# کادی‌کوی (چای)
کادی‌کوی (به ترکی استانبولی: Kadıköy) یک منطقهٔ مسکونی در ترکیه است که در چای (شهر) واقع شده‌است.